# Eleições estaduais no Rio Grande do Sul em 1974
As eleições estaduais no Rio Grande do Sul em 1974 aconteceram em duas etapas conforme previa o Ato Institucional Número Três e assim a eleição indireta do governador Sinval Guazzelli e do vice-governador Amaral de Sousa foi em 3 de outubro e a escolha do senador Paulo Brossard, 32 deputados federais e 56 estaduais se deu em 15 de novembro a partir de um receituário aplicado aos 22 estados e aos territórios federais do Amapá, Rondônia e Roraima. Os gaúchos residentes no Distrito Federal escolheram seus representantes no Congresso Nacional por força da Lei n.º 6.091 de 15 de agosto de 1974.
Nascido em Vacaria o governador Sinval Guazzelli é advogado formado em 1953 pela Pontifícia Universidade Católica do Rio Grande do Sul e depois de filiar-se à UDN foi eleito vice-prefeito de sua cidade natal em 1955 e deputado estadual em 1958 e 1962. Vencido por Sereno Chaise na disputa pela prefeitura de Porto Alegre em 1963, foi secretário de Obras Públicas no governo Ildo Meneghetti e ingressou na ARENA devido ao Regime Militar de 1964 e por esse partido foi candidato a senador via sublegenda em 1966 sendo derrotado pelo arenista Guido Mondin. Superintendente da Caixa Econômica Federal no Rio Grande do Sul após o pleito, elegeu-se deputado federal em 1970 sendo escolhido governador pelo presidente Ernesto Geisel.
Para vice-governador foi escolhido o advogado e professor Amaral de Sousa. Nascido em Palmeira das Missões, ingressou na ala jovem do PSD aos dezesseis anos. Graduado em Filosofia pela Pontifícia Universidade Católica do Rio Grande do Sul e em Direito na Universidade Federal do Rio Grande do Sul, ocupou a vice-presidência da União Nacional dos Estudantes. Em 1959 foi eleito vereador em sua cidade natal e em 1962 foi eleito deputado estadual. Posteriormente filiado à ARENA, elegeu-se deputado federal em 1966 e 1970.
Para senador o vitorioso foi o agropecuarista, advogado, jurista e professor Paulo Brossard. Formado na Universidade Federal do Rio Grande do Sul, ele nasceu em Bagé e ingressou no PL sob o ardor de Raul Pilla. Após dois fiascos em eleições para deputado estadual, tornou-se docente na Pontifícia Universidade Católica do Rio Grande do Sul em 1952. Opositor do trabalhismo, elegeu-se deputado estadual em 1954, 1958 e 1962. Com a vitória do Regime Militar de 1964 chegou a ocupar, brevemente, a secretaria de Justiça no segundo governo Ildo Meneghetti e a seguir passou a lecionar na Universidade Federal do Rio Grande do Sul. Após ingressar no MDB foi eleito deputado federal em 1966. Derrotado na 
eleição para senador em 1970, conquistou a referida vaga em 1974.

## Resultado da eleição para governador
Em sinal de protesto contra o sistema de eleições indiretas, os vinte e três deputados estaduais do MDB não compareceram à Assembleia Legislativa do Rio Grande do Sul.
| Candidatos a governador do estado | Candidatos a vice-governador | Número | Coligação             | Votação | Percentual |
| --------------------------------- | ---------------------------- | ------ | --------------------- | ------- | ---------- |
| Sinval Guazzelli ARENA            | Amaral de Sousa ARENA        | 11     | ARENA (sem coligação) | 27      | 100%       |

## Resultado da eleição para senador
Dados fornecidos pelo Tribunal Regional Eleitoral do Rio Grande do Sul que apurou 2.281.091 votos nominais (88,42%) 195.303 votos em branco (7,57%) e 103.380 votos nulos (4,01%) resultando no comparecimento de 2.579.774 eleitores.
| Candidatos a senador da República | Primeiro suplente de senador | Número | Coligação             | Votação   | Percentual |
| --------------------------------- | ---------------------------- | ------ | --------------------- | --------- | ---------- |
| Paulo Brossard MDB                | Ney de Almeida Brito MDB     | 151    | MDB (sem coligação)   | 1.383.288 | 60,64%     |
| Nestor Jost ARENA                 | Manoel Braga Gastal ARENA    | 111    | ARENA (sem coligação) | 897.803   | 39,36%     |

## Deputados federais eleitos
São relacionados os candidatos eleitos com informações complementares da Câmara dos Deputados.

Representação eleita
  MDB: 19
  ARENA: 13

| Deputados federais eleitos | Partido | Votação | Percentual | Cidade onde nasceu     | Unidade federativa |
| Alceu Collares             | MDB     | 120.702 |            | Bagé                   | Rio Grande do Sul  |
| Antônio Bresolin           | MDB     | 89.842  |            | Cruz Alta              | Rio Grande do Sul  |
| Nelson Marchezan           | ARENA   | 81.076  |            | Santa Maria            | Rio Grande do Sul  |
| Getúlio Dias               | MDB     | 77.861  |            | Pelotas                | Rio Grande do Sul  |
| Rosa Flores                | MDB     | 74.447  |            | Montenegro             | Rio Grande do Sul  |
| Nadir Rosseti              | MDB     | 73.261  |            | São Francisco de Paula | Rio Grande do Sul  |
| Otávio Germano             | ARENA   | 70.471  |            | Cachoeira do Sul       | Rio Grande do Sul  |
| Fernando Gonçalves         | ARENA   | 70.232  |            | Palmeira das Missões   | Rio Grande do Sul  |
| Alexandre Machado          | ARENA   | 64.090  |            | Arroio Grande          | Rio Grande do Sul  |
| Lauro Rodrigues            | MDB     | 61.630  |            | General Câmara         | Rio Grande do Sul  |
| Alberto Hoffmann           | ARENA   | 50.977  |            | Ijuí                   | Rio Grande do Sul  |
| Eloy Lenzi                 | MDB     | 50.253  |            | Lagoa Vermelha         | Rio Grande do Sul  |
| Aluizio Paraguassu         | MDB     | 50.243  |            | Porto Alegre           | Rio Grande do Sul  |
| Aldo Fagundes              | MDB     | 49.457  |            | Alegrete               | Rio Grande do Sul  |
| Lidovino Fanton            | MDB     | 49.020  |            | Farroupilha            | Rio Grande do Sul  |
| Amaury Müller              | MDB     | 48.614  |            | Cruz Alta              | Rio Grande do Sul  |
| Magnus Guimarães           | MDB     | 47.473  |            | Santo Ângelo           | Rio Grande do Sul  |
| Paulo Nunes Leal           | ARENA   | 41.316  |            | Carangola              | Minas Gerais       |
| Harry Sauer                | MDB     | 40.630  |            | Taquara                | Rio Grande do Sul  |
| José Mandelli Filho        | MDB     | 40.502  |            | Bento Gonçalves        | Rio Grande do Sul  |
| Carlos Santos              | MDB     | 38.665  |            | Rio Grande             | Rio Grande do Sul  |
| Jairo Brum                 | MDB     | 36.876  |            | Guaporé                | Rio Grande do Sul  |
| Vasco Amaro                | ARENA   | 36.651  |            | Pelotas                | Rio Grande do Sul  |
| João Gilberto              | MDB     | 36.616  |            | Quaraí                 | Rio Grande do Sul  |
| Jorge Uequed               | MDB     | 36.440  |            | Rio Grande             | Rio Grande do Sul  |
| Arlindo Kunzler            | ARENA   | 34.830  |            | Montenegro             | Rio Grande do Sul  |
| Odacir Klein               | MDB     | 34.765  |            | Getúlio Vargas         | Rio Grande do Sul  |
| Lauro Leitão               | ARENA   | 31.418  |            | Soledade               | Rio Grande do Sul  |
| Augusto Trein              | ARENA   | 31.417  |            | Passo Fundo            | Rio Grande do Sul  |
| Norberto Schmidt           | ARENA   | 30.226  |            | Santa Cruz do Sul      | Rio Grande do Sul  |
| Célio Fernandes            | ARENA   | 28.622  |            | Porto Alegre           | Rio Grande do Sul  |
| Cid Furtado                | ARENA   | 28.336  |            | Pelotas                | Rio Grande do Sul  |

## Deputados estaduais eleitos
Das 50 cadeiras da Assembleia Legislativa do Rio Grande do Sul o MDB conquistou 33 e a ARENA por conseguiu 23.

Representação eleita
  MDB: 33
  ARENA: 23

Fonteː
| Deputados estaduais eleitos   | Partido | Votação | Percentual | Cidade onde nasceu   | Unidade federativa |
| Pedro Simon                   | MDB     | 141.883 |            | Caxias do Sul        | Rio Grande do Sul  |
| Lélio Souza                   | MDB     | 39.181  |            | Rosário do Sul       | Rio Grande do Sul  |
| Carlos Giacomazzi             | MDB     | 38.865  |            | Erechim              | Rio Grande do Sul  |
| João Carlos Gastal            | MDB     | 37.170  |            | Pelotas              | Rio Grande do Sul  |
| Américo Copetti               | MDB     | 33.687  |            |                      |                    |
| Cezar Schirmer                | MDB     | 32.286  |            | Santa Maria          | Rio Grande do Sul  |
| Hugo Mardini                  | ARENA   | 31.556  |            | Porto Alegre         | Rio Grande do Sul  |
| Rubem Scheid                  | ARENA   | 31.024  |            | Serafina Corrêa      | Rio Grande do Sul  |
| Celso Testa                   | MDB     | 29.785  |            | Passo Fundo          | Rio Grande do Sul  |
| Lino Zardo                    | MDB     | 28.765  |            | Nova Prata           | Rio Grande do Sul  |
| Ivo Sprandel                  | MDB     | 28.748  |            |                      |                    |
| Romildo Bolzan                | MDB     | 27.648  |            | Cachoeira do Sul     | Rio Grande do Sul  |
| André Nivaldo Jager Soares    | MDB     | 26.920  |            | Uruguaiana           | Rio Grande do Sul  |
| Waldir Walter                 | MDB     | 26.788  |            | Santa Maria          | Rio Grande do Sul  |
| Elton Fensterseifer           | MDB     | 26.201  |            | Roca Sales           | Rio Grande do Sul  |
| Fernando Guedes do Canto      | MDB     | 24.962  |            | Roca Sales           | Rio Grande do Sul  |
| Júlio Brunelli                | ARENA   | 24.495  |            | Porto Alegre         | Rio Grande do Sul  |
| Guido Moesch                  | ARENA   | 24.119  |            | Arroio do Meio       | Rio Grande do Sul  |
| Geraldo Germano               | ARENA   | 23.807  |            |                      |                    |
| Celestino Granato Goulart     | ARENA   | 23.109  |            | Bagé                 | Rio Grande do Sul  |
| Silverius Kist                | ARENA   | 22.854  |            | Santa Cruz do Sul    | Rio Grande do Sul  |
| Hed Santos Borges             | ARENA   | 22.810  |            | Soledade             | Rio Grande do Sul  |
| Rodolfo Rospide Netto         | MDB     | 22.331  |            | Iraí                 | Rio Grande do Sul  |
| Dercy Furtado                 | ARENA   | 21.725  |            | Gravataí             | Rio Grande do Sul  |
| Algir Lorenzon                | MDB     | 21.386  |            | Catuípe              | Rio Grande do Sul  |
| Valdir Antônio Lopes          | MDB     | 21.322  |            | Porto Alegre         | Rio Grande do Sul  |
| Jorge Alberto Pillar Bandarra | MDB     | 20.866  |            |                      |                    |
| Amarílio Borges Moreira       | MDB     | 20.861  |            | Alegrete             | Rio Grande do Sul  |
| Júlio Costamilan              | MDB     | 20.787  |            | Caxias do Sul        | Rio Grande do Sul  |
| Edgar Marques de Mattos       | MDB     | 20.673  |            |                      |                    |
| Porfírio Peixoto              | MDB     | 20.413  |            | São Luiz Gonzaga     | Rio Grande do Sul  |
| Walter Troina                 | MDB     | 20.136  |            |                      |                    |
| Sérgio Ilha Moreira           | ARENA   | 20.041  |            | Porto Alegre         | Rio Grande do Sul  |
| João Satte                    | MDB     | 19.937  |            |                      |                    |
| Firmino Girardello            | ARENA   | 19.737  |            |                      |                    |
| Sedenir Martins               | MDB     | 19.146  |            |                      |                    |
| Caetano Peruchin              | MDB     | 18.749  |            |                      |                    |
| Loris Reali                   | ARENA   | 18.520  |            |                      |                    |
| Júlio Vianna                  | MDB     | 18.049  |            |                      |                    |
| Cícero Viana                  | ARENA   | 18.000  |            |                      |                    |
| Carlos Augusto de Souza       | MDB     | 17.621  |            |                      |                    |
| Rubi Diehl                    | ARENA   | 17.532  |            |                      |                    |
| Jarbas Lima                   | ARENA   | 16.457  |            | Lagoa Vermelha       | Rio Grande do Sul  |
| Victorio Trez                 | MDB     | 17.005  |            | Guaporé              | Rio Grande do Sul  |
| Nolly Joner                   | MDB     | 16.673  |            |                      |                    |
| Aldo Pinto                    | MDB     | 16.620  |            | Palmeira das Missões | Rio Grande do Sul  |
| Eligio Meneghetti             | MDB     | 16.375  |            |                      |                    |
| Pedro Américo Leal            | ARENA   | 16.045  |            |                      |                    |
| Adolfo Puggina                | ARENA   | 15.959  |            | Rio Grande           | Rio Grande do Sul  |
| Moisés Velasques              | MDB     | 15.893  |            |                      |                    |
| Urbano Alves de Moraes        | ARENA   | 15.506  |            |                      |                    |
| José Pederzolli Sobrinho      | ARENA   | 15.278  |            |                      |                    |
| Antonino Fornari              | ARENA   | 15.145  |            | Arroio do Meio       | Rio Grande do Sul  |
| Oscar Westendorff             | ARENA   | 15.145  |            | São Lourenço do Sul  | Rio Grande do Sul  |
| Victor Bachieri               | ARENA   | 15.017  |            |                      |                    |
| Affonso dos Santos Tacques    | ARENA   | 14.747  |            | Palmeira das Missões | Rio Grande do Sul  |